# Hałda w Kostuchnie
Hałda w Kostuchnie − pokopalniane zwałowisko zlokalizowane w katowickiej dzielnicy Kostuchna, drugie pod względem wysokości wzniesienie w Katowicach.
Hałda, usypywana od 1900 roku, ma wysokość 339 m n.p.m. (wybitność 59 m). Znajduje się na terenach historycznie należących do Kopalni Węgla Kamiennego „Boże Dary”, obecnie Kopalnia Węgla Kamiennego „Murcki-Staszic”. W 2016 odpady wydobywcze na hałdzie zapaliły się. Teren został zrekultywowany i zabezpieczony, by nie dochodziło do samozagrzewania i pylenia. Prace za 1 mln zł przeprowadziła Spółka Restrukturyzacji Kopalń. Podnóże zwałowiska porastają lasy, zaś jego stoki obsadzone zostały krzewami. Na szczytowej płaskiej polanie utworzono punkt widokowy, z którego, przy sprzyjających warunkach, widoczne są Beskidy.
Zwałowisko było plenerem zdjęciowym filmu „Młyn i krzyż” w reżyserii Lecha Majewskiego.